# Миссис Норрис
Миссис Норрис (англ. Mrs. Norris) — персонаж серии романов о Гарри Поттере, кошка, принадлежащая Аргусу Филчу, завхозу Хогвартса.
Её имя заимствовано Джоан Роулинг из романа Джейн Остин «Мэнсфилд-парк», в котором миссис Норрис — гротескная, отличающаяся крайним снобизмом вдова, присматривающая за поведением своих юных племянниц. Роулинг очевидным образом обыгрывает сходство кошки Филча с персонажем Джейн Остин.
Характер Миссис Норрис не столь же отвратителен, как и у её хозяина — Аргуса Филча, что приятно выделяет её среди обитателей коридоров Хогвартса. В частности, она сообщает своему хозяину о замеченных ей нарушениях дисциплины учениками магической школы. Своего рода антиподом Миссис Норрис является Живоглот — кот Гермионы.

## Анализ
В большинстве романов серии, имеющих, как правило, довольно сильную детективную составляющую (в особенности это касается романа «Гарри Поттер и Тайная комната»), Миссис Норрис, наряду с такими героями книги, как её хозяин Филч, Пивз и, в какой-то мере, Северус Снегг (хотя последний, чаще всего, — ненамеренно) играет роль «блокирующего персонажа», мешающего протагонистам книги установить истину и восстановить справедливость. Привязанность Аргуса Филча к своей кошке придаёт последней некоторое счастье.
Именно окаменение Миссис Норрис стало в романе «Гарри Поттер и Тайная комната» первым проявлением, свидетельствующим о пробуждении в стенах Хогвартса сил Волан-де-Морта, которое достигло своего апогея в финале романа «Гарри Поттер и Кубок огня».

## Адаптации и влияние образа
В фильмах о Гарри Поттере Миссис Норрис играли несколько кошек породы мейн-кун (кличка одной из них — Пебблс, англ. Pebbles), представители которой заметно крупней обычных домашних кошек. Так, жительница британского города Уэйкфилд под влиянием просмотра данных фильмов завела котёнка Лудо этой породы, который затем, в 2016 году, попал в книгу рекордов Гиннесса, как имеющий максимальную длину от носа до кончика хвоста (119 см) среди ныне живущих кошек.